# Рипс
Рипс (њем. Rieps) општина је у њемачкој савезној држави Мекленбург-Западна Померанија. Једно је од 91 општинског средишта округа Нордвестмекленбург. Према процјени из 2010. у општини је живјело 390 становника. Посједује регионалну шифру (AGS) 13058086.

## Географски и демографски подаци
Рипс се налази у савезној држави Мекленбург-Западна Померанија у округу Нордвестмекленбург. Општина се налази на надморској висини од 42 метра. Површина општине износи 12,2 km². У самом мјесту је, према процјени из 2010. године, живјело 390 становника. Просјечна густина становништва износи 32 становника/km².